# Праведники народов мира в Словении

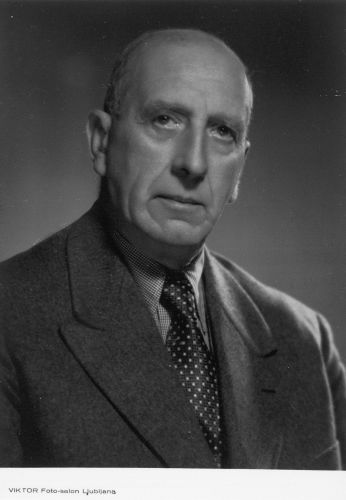
Михаэл Рожанц — словенский праведник народов мира

Праведники народов мира в Словении — словенцы, спасавшие евреев в период Холокоста, которым присвоено почётное звание «Праведник народов мира» израильским Институтом Катастрофы и героизма «Яд ва-Шем».
Такие звания присвоены 16 словенцам.

## Список
| Имя | Номер   | Дата присвоения звания | Место спасения          | Информация о подвиге |
| --- | ------- | ---------------------- | ----------------------- | --- |
| Ана Божич словен. Ana Božić                                                                             | 14119   | 24 августа 2021        | Загреб, Любляна         | Предоставляла евреям поддельные документы и организовывала транспортировку. |
| Иван Бресквар словен. Ivan Breskvar                                                                     | 7926.1  | 6 декабря 1998         | Вараждин, Серье Небойсе | Спасал евреев в Вараждине (Хорватия). |
| Урош Жун словен. Uroš Žun                                                                               | 3454 1  | 8 марта 1987           | Марибор                 | В 1938—1941 служил комиссаром полиции на австрийско-югославской границе в Мариборе. В 1940 году спас 16 еврейских женщин, невзирая на официальный запрет на пропуск еврейских беженцев через границу. |
| Александр и Агнес Жилавец словен. Aleksander & Agnes Žilavec                                            | 13518.1 | 8 августа 2017         | Андрейцы                | Фермеры Александр и Агнес Жилавец прятали в Андрейцах (Словения) еврея Мирко Хиршля. |
| Иван и Любица Жупанчич словен. Ivan & Ljubica Župančić                                                  | 9848    | 9 декабря 2002         | Баня-Лука               | Прятали евреев в городе Баня-Лука. |
| Зора Пицулин словен. Zora Pičulin                                                                       | 960     | 15 июля 1975           | Скопье                  | Спасла еврейского ребёнка, чьи родители были депортированы. |
| Иосиф и Мария Фортели, брат Иосифа Франц словен. Jožef & Marija Fartelj, Franc Fartelj                  | 13518.2 | 8 августа 2017         | Тешановцы               | Иосиф, Мария и Франк Фортели прятали в Тешановцах (Словения) еврея Мирко Хиршля. |
| Франьо Пунцух словен. Franciszek Punczuk                                                                | 10287   | 15 августа 2004        | Варшава                 | Служил консулом Югославии в Варшаве. Укрывал евреев в своем доме, сохранял их имущество от конфискации. Погиб во время Варшавского восстания в 1944 году. |
| Андрей Тумпей словен. Andrej Tumpej                                                                     | 9193    | 18 января 2001         | Белград                 | Католический священник, спасал евреев в Белграде. Был арестован и подвергался пыткам за то, что выдал еврейской женщине и двум её дочерям поддельные документы. |
| Элизабета Хорват и её родители Михаэл и Эма Рожанц словен. Elizabeta Horvath, Mihael Rožanc, Ema Rožanc | 13255   | 7 июня 2016            | Любляна                 | Элизабета Хорват работала няней в семье словенца Ладислава Зайца и его жены, еврейки Регины Штейнберг, воспитывая их сына Томажа, родившегося в 1939 году. В сентябре 1944 года немецкие оккупационные власти арестовали родителей мальчика, но няне удалось убежать вместе с ребёнком. Она привела его в дом своих родителей Михаэла и Эмы Рожанц. Семья Рожанц выдавала мальчика за внебрачного сына Элизабеты вплоть до возвращения его матери в июле 1945 года. |